# Micronuclearia
Micronuclearia és un gènere Nucleariid. Inclou l'espècie Micronuclearia podoventralis.